# Alaura Eden
Alaura Eden San Francisco, California; 13 de junio de 1977) es una actriz pornográfica estadounidense retirada. De vez en cuando es acreditada como Allura Eden o Alura.

## Biografía
Alaura debutó en el cine para adultos a principios de 2001 a los 23 años. Apareció en algunas películas profesionales–amateur tales como Deep Inside Dirty Debutantes #46, que fue su primera película. En su carrera destacó principalmente rodando películas del tipo gonzo, siendo especialmente conocida por sus escenas lésbicas, anales y de doble penetración. En el 2003, recibió una nominación como actriz revelación en los Premios AVN.
Alaura fue también presentadora del programa The Nooner, el primer programa de sexo interactivo al aire en un canal de cable, conjuntamente con su pareja Dez. The Nooner se podía ver en el canal Spice Live Network.
Durante el 2004, comenzó a producir y codirigir películas conjuntamente con Dez (la serie Dez's Dirty Weekend).
Dejó la industria a inicios del 2007, pero aún se pueden ver escenas filmadas previamente y lanzadas posteriormente a su retiro.

## Galardones
- [2] AVN Award Nominada 2008 - Mejor Escena de Sexo en Grupo - Video Janine Loves Jenna.
- AVN Award Nominada 2004 - Mejor Estrella Joven Nueva.
- AVN Award Nominada 2004 - Mejor Escena de Sexo por Tres Vías - International Tushy.